# Charlotte Despard

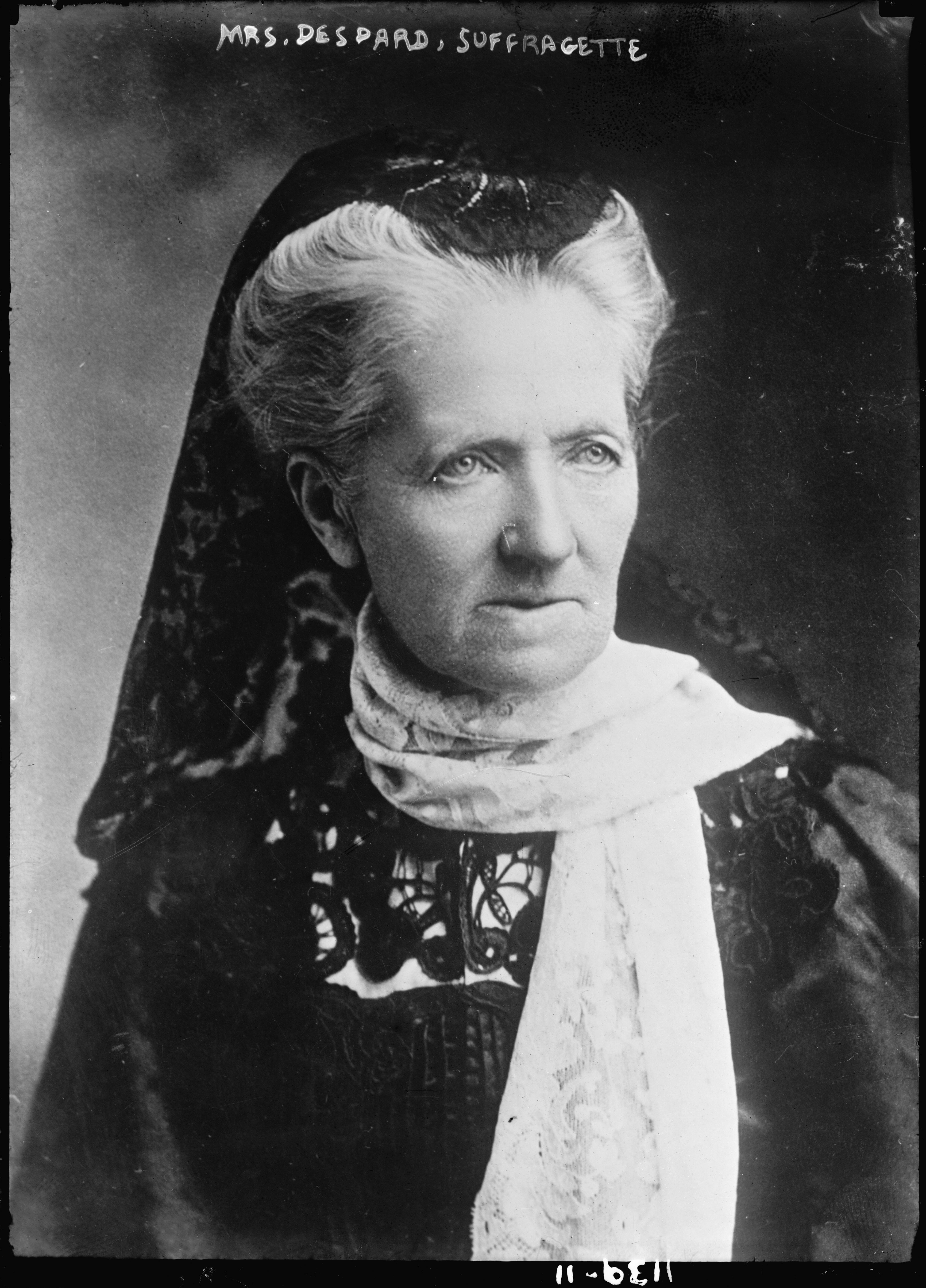
Charlotte Despard (George Grantham Bain Collection, Library of Congress)

Charlotte Despard (geborene French; * 15. Juni 1844 in Ripple Vale, Kent; † 10. November 1939 in Whitehead, County Antrim) war eine britische Schriftstellerin, Suffragette und Frauenrechtlerin, später eine der ersten Sinn-Féin-Aktivistinnen.

## Leben
Charlotte wurde als Tochter des Marineoffiziers William French und seiner Ehefrau Margaret Eccles geboren. 1854 starb ihr Vater und ihre Mutter wurde wegen psychischer Leiden behandelt. Zusammen mit ihrem jüngeren Bruder, dem späteren Feldmarschall John French, 1. Earl of Ypres, kam Charlotte 1863 nach London, um dort mit Verwandten zu leben.
1870 heiratete sie den Geschäftsmann Maximilian Carden Despard.
Charlotte Despard veröffentlichte einige Romane und Gedichte, darunter Chaste as Ice, Pure as Snow (1874) und A Voice from the Dim Millions. Später schrieb sie vor allem Pamphlete zur Position der Frauen in der Gesellschaft und zur Verbesserung der Situation der Armen.
Nach dem Tod ihres Ehemannes 1890 engagierte sich Charlotte Despard stark für soziale Zwecke. Sie gründet ein Krankenhaus und eine Suppenküche für Arbeitslose in South London und widmete sich mehr und mehr der politischen Arbeit.
Zunächst Mitglied in der National Union of Women’s Suffrage Societies (NUWSS), wechselte sie 1906, trotz vorheriger Ablehnung, zu einer radikaleren Splittergruppe der NUWSS, der Women’s Social and Political Union (WSPU), die u. a. von Emmeline Pankhurst und ihren zwei Töchtern 1903 gegründet wurde. Zeitweise war sie, wie viele andere Frauen, die im und vor dem House of Commons demonstriert hatten, im Holloway Prison inhaftiert. Später trennte sich Despard von den Pankhursts, da diese nicht bereit waren ihre Aktionen auf «constitutional militancy», wie sie es nannte, zu beschränken. Die Öffentliche Meinung stand dem Kampf der Frauen um politische Rechte in ihrer überwiegenden Mehrheit abwartend bis feindlich gegenüber. Keine wichtige Tageszeitung oder politische Partei unterstützte ihre Anliegen. Teile der Frauenbewegung hatten sich radikalisiert, was diese Tendenz zusätzlich verstärkte und zur Spaltung führte.
1907 gründete sie zusammen mit u. a. Teresa Billington-Greig, Edith How-Martyn, Margaret Nevinson und Dora Marsden die Women’s Freedom League (WFL). Die WFL engagierte sich, anders als die WSPU, für eine gewaltfreie Durchsetzung von Frauenrechten, etwa mit Hilfe zivilen Ungehorsams u. a. organisiert durch die Women’s Tax Resistance League. Drei Mitglieder der WFL wurden als Kandidatinnen bei landesweiten Wahlen 1918 aufgestellt.
Nach dem Ersten Weltkrieg wohnte sie in Dublin, wo ihr Bruder von 1918 bis 1921 Lord Lieutenant of Ireland war. Sie war mit Constance Markiewicz und Maud Gonne befreundet.
Despard starb am 10. November 1939 in Whitehead im County Antrim, 25 km nordöstlich von Belfast und wurde auf dem Dubliner Glasnevin Friedhof beerdigt.

## Nachlass
Charlotte Despards Nachlass befindet sich in der Women’s Library der London School of Economics and Political Science.

## Bibliographie
- Chaste as Ice, Pure as Snow. Vol. I; Vol. II; Vol. III (Philadelphia: Porter and Coates, 1874)
- Jonas Sylvester (London: Sonnenschein and Co., 1886)
- The Rajah's Heir. A Novel. Vol. I; Vol. II (London: Smith, Elder & Co., 1890)
- A Voice from the Dim Millions; Being the True History of a Working Woman (1891)
- Economic Aspects of Woman's Suffrage (London: King, 1908)
- Theosophy and the Women's Movement (London: Theosophical Society, 1913)
- In the Light of the Red Dawn (1935)